# Dschabal Waqf as-Suwwan

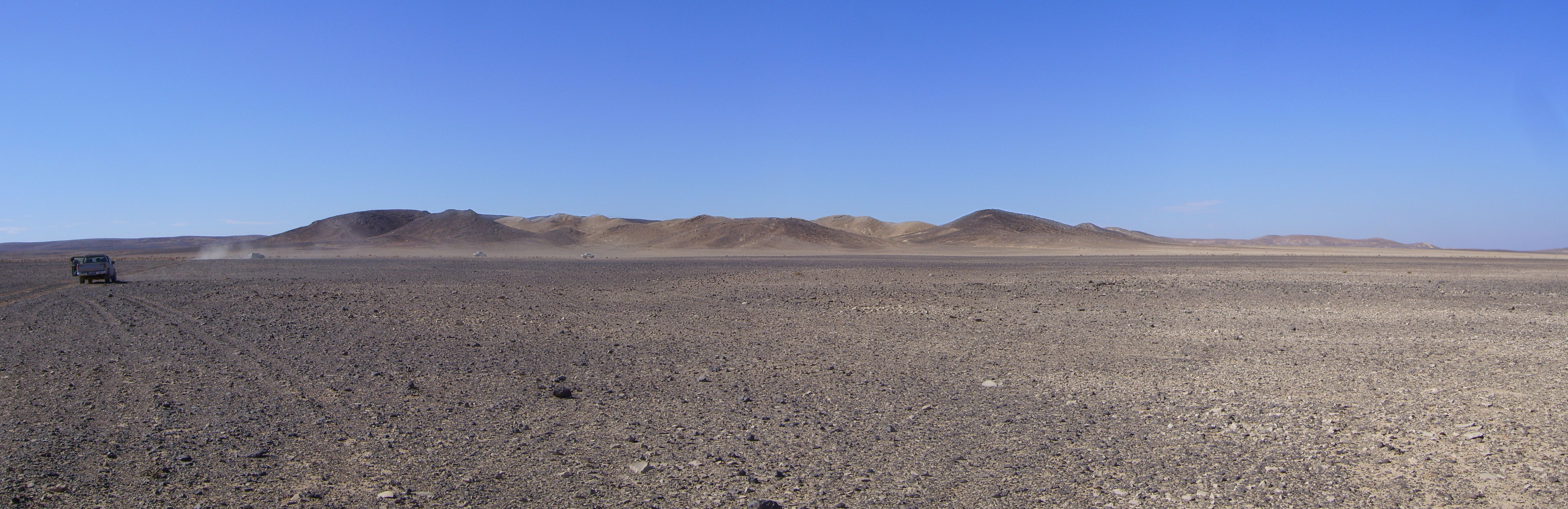
Zentralhügel (central uplift) des Dschabal-Waqf-as-Suwwan-Kraters

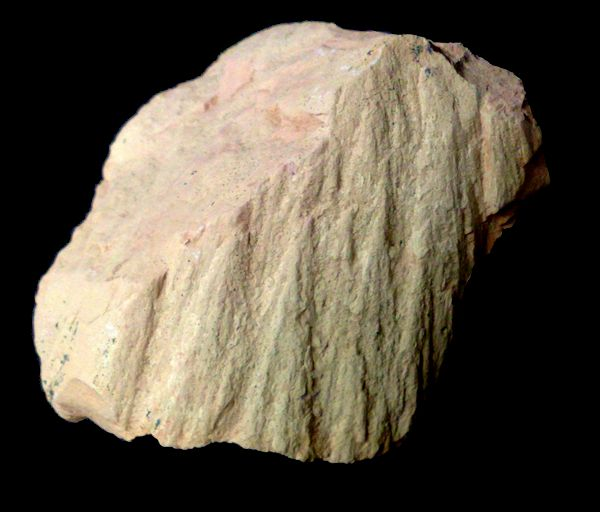
Strahlenkegel (Shatter cone) im Kalkstein vom Zentralhügel des Dschabal Waqf as-Suwwan. Größe ca. 10 cm.

Koordinaten: 31° 2′ 50″ N, 36° 48′ 18″ O
Der Dschabal Waqf as-Suwwan (arabisch جبل وقف الصوان, DMG Ǧabal Waqf aṣ-Ṣuwwān; auch: Jabal Waqf as Suwwan und Jebel Waqf es Swwan) ist eine runde geologische Formation in Jordanien, die als Meteoritenkrater gedeutet wird. Der Krater wurde 2005 von den Geologen Elias Salameh und Hani Khoury von der Universität von Jordanien zusammen mit dem deutschen Professor Werner Schneider entdeckt und hat einen Durchmesser von 5,5 km. Die Größe des Meteoriten, bei dessen Aufprall der Krater entstand, wurde von Professor Salameh auf 100 m Durchmesser geschätzt. Die Aufprallgeschwindigkeit wurde mit 40–50 km/s angenommen. Die freigesetzte Energie wurde dem 5000-fachen der Hiroshima-Bombe gleichgesetzt. Ein Einschlag dieser Größenordnung hätte die atmosphärische Temperatur im Umkreis von mehreren 10 km auf mehr als 1.000 °C angehoben und damit Millionen Tonnen von Felsen, Staub, Dampf und Rauch in die Atmosphäre geschleudert, wobei Gebiete wie das heutige Jordanien, Irak, Syrien, Libanon, Palästina und der nördliche Teil Saudi-Arabiens vollkommen zerstört und verbrannt worden wären. Dieses wiederum hätte eine erdumspannende Wolke erzeugt, die Dunkelheit, Regen über Jahre hinweg und anschließende Überflutungen zur Folge gehabt hätte.
Die Entdeckung erregte 2006 großes Aufsehen, weil das Alter des Kraters zunächst auf unter 10.000 Jahre geschätzt wurde. Dies führte dazu, dass Medien über eine Beobachtung des Einschlages durch Menschen, mögliche Auswirkungen auf frühe Kulturen sowie einen Zusammenhang zur Sintflutgeschichte spekulierten. Inzwischen wird der Krater jedoch ins Eozän datiert, d. h. auf ein Alter zwischen 37 und 56 Millionen Jahren.